# Marie Preaux
Marie Preaux is een Belgisch voormalig schutter.

## Levensloop
Preaux behaalde zilver op de Europese kampioenschappen van 1960 te Barcelona in het onderdeel trap.